# Алехандро Посуело
Алехандро Посуело (ісп. Alejandro Pozuelo, нар. 20 вересня 1991, Севілья) — іспанський футболіст, півзахисник турецького «Коньяспора».

## Ігрова кар'єра
У дорослому футболі дебютував 2010 року виступами за другу команду клубу «Реал Бетіс», в якій провів один сезон, після чого протягом 2011–2013 років грав за основну команду цього клубу з Севільї. 
Згодом з 2013 по 2015 рік відіграв по сезону у складі команд клубів «Свонсі Сіті» та «Райо Вальєкано».
До складу бельгійського «Генка» приєднався 2015 року. Станом на 11 грудня 2018 року відіграв за команду з Генка 118 матчів в національному чемпіонаті.